# Juan Guillermo de Jülich-Cléveris-Berg
Juan Guillermo de Jülich-Cléveris-Berg (28 de mayo de 1562-25 de marzo de 1609) fue un noble y religioso alemán, duque de Jülich, Cléveris, Mark y Berg, conde de Altena y obispo de Münster.

## Biografía
Creció y se educó en Xanten. Era el último vástago del duque Guillermo V el Rico y de la archiduquesa austriaca María de Habsburgo, hija del emperador Fernando I y Ana Jagellón de Hungría y Bohemia, hija del rey Vladislao II de Bohemia y Hungría.
Juan Guillermo fue nombrado obispo de Münster. Sin embargo, después de la inesperada muerte de su hermano mayor Carlos Federico, fue requerido para suceder a su padre como duque de Jülich-Cleves-Berg, un feudo secular. También fue conde de Altena. Los Estados-ducados de Jülich-Cleves-Berg fueron una combinación de estados reichsfrei dentro del Imperio.
Juan Guillermo se casó por primera vez en 1585 con Jacoba de Baden († 1597), hija del margrave Filiberto de Baden-Baden. Se casó en segundas nupcias con Antonia de Lorena (1568 - 1610), hija de Carlos III de Lorena.
Estuvo sujeto a una enfermedad mental, por lo que fue tratado por el médico Francesco Maria Guazzo.
Tras la muerte sin descendencia del duque Juan Guillermo en 1609, su herencia fue reclamada por los herederos de sus dos hermanas mayores:
- El heredero de María Leonor de Cléveris (1550-1608), la hermana mayor y casada con Alberto Federico de Prusia, era Ana de Prusia, la electora de Brandenburgo, una protestante.
- La segunda hermana era Ana de Cleves (1552-1632), casada con Felipe Luis del Palatinado-Neoburgo protestante, pero su hijo y heredero Wolfgang Guillermo, se convirtió al catolicismo para conseguir el apoyo de España.

Los conflictos de la época entre los protestantes y los católicos aumentaron, llevando a la Guerra de los Treinta Años, en 1618, el conflicto de la sucesión se convirtió en antecedente de esta guerra. En última instancia, el elector Juan Segismundo I de Brandeburgo recibió Cléveris y Mark y el conde palatino y duque Wolfgang Guillermo recibió Jülich y Berg, después de que las tierras habían sido pisoteadas por militares en varias ocasiones y hubieran perdido gran parte de la riqueza legendaria tan famosa en el tiempo del duque Juan Guillermo. Según lo establecido por el Tratado de Xanten.
Entre sus funcionarios judiciales y empleados estuvo el compositor Konrad Hagius.